# Pulcheria
Aelia Pulcheria (sinh năm 398 hoặc 399 – mất năm 453) là con gái của Hoàng đế Đông La Mã Arcadius và Hoàng hậu Aelia Eudoxia. Bà là người con thứ hai của Arcadius và Aelia Eudoxia, trước bà có người chị cả là Flaccilla sinh năm 397 nhưng đã mất hồi trẻ. Những anh chị em còn lại gồm Arcadia, sinh năm 400, Theodosius II, hoàng đế tương lai và Marina, cả hai đều sinh năm 401. Khi Arcadius mất vào năm 408. Người em trai Theodosius II kế thừa ngôi vị hoàng đế của Đế quốc Đông La Mã lúc mới bảy tuổi. Ngày 4 tháng 7 năm 414, Pulcheria vừa tròn mười lăm tuổi đã tuyên bố làm nhiếp chính cho em trai mình lúc này mới có mười ba tuổi, thậm chí bà còn dùng tôn hiệu Augusta và Hoàng hậu của Đế quốc Đông La Mã. Theo sử gia cổ đại Sozomen trong tác phẩm Ecclesiastical History (Lịch sử Giáo hội) của ông cho biết thì Pulcheria là một tín đồ rất mực sùng đạo do chịu ảnh hưởng từ mẹ mình, sau khi lên nắm quyền nhiếp chính thì bà và đám em gái đã thề nguyện sẽ theo Chúa và bảo vệ Giáo hội suốt đời với tư cách của một trinh nữ ngoan đạo. Theodosius II qua đời vào ngày 26 tháng 7 năm 450 và Pulcheria sớm kết hôn với tướng Marcianus vào ngày 25 tháng 11 năm 450. Sau đó Marcianus và Pulcheria được đám triều thần tôn là Hoàng đế và Hoàng hậu của Đế quốc Đông La Mã. Ba năm sau, vào tháng 7 năm 453, Pulcheria đột ngột qua đời vì bạo bệnh, do những công tích giúp đỡ Kitô giáo mà về sau bà được Giáo hội phong thánh. Pulcheria được biết là đã sớm nắm quyền và có ảnh hưởng khá lớn lên triều đại của người em trai. Pulcheria còn có ảnh hưởng rất lớn lên Giáo hội và những tập tục thần học trong thời gian này. Ngoài ra, bà còn tác động lên các chính sách chống dị giáo, cho xây dựng rất nhiều nhà thờ cùng các cuộc tranh luận về danh hiệu Theotokos của Đức Mẹ Đồng Trinh Maria ("Người sinh Thiên Chúa").